# ليسلي آن وارن
ليسلي آن وارن (بالإنجليزية: Lesley Ann Warren)‏ (مواليد 16 أغسطس 1946 في نيوريوك) ممثلة أمريكية ومغنية، رشحت لجائزة الأوسكار لأفضل ممثلة مساعدة
عن فيلم فيكتور فيكتوريا (1982)، رشحت لجائزة إيمي وأيضا رشحت لجائزة غولدن غلوب خمس مرات، وحصلت على جائزة غولدن غلوب لأفضل ممثلة - مسلسل دراما عن مسلسل 79 بارك أفينيو.

## حياتها
هي ابنة المغني مارغو وارن بدات حياتها المهنية كراقصة باليه والتدريب في مدرسة الباليه الأمريكي. دخلت استوديو سن 17 لأول مرة في عام 1961 المسلسل الدكتور كيلدير تم ظهرت في عمل تلفزيوني سندريلا عام 1965 لدت دخولها شاشة صغيرة كلأفلام التلفزيونية، والمسلسلات التلفزيونية، ومسلسلات التلفزيون. ظهرت كضيف شرف في الموسم الثالث من ذا مابيت شو وقدم فيلم روائي طويل في بعض الأحيان. كما لعبت وارن لويس لين في 1975 من أعمالة سينما الحب أكره الحب (1971) شارك في بطولة ريان اونيل؛ أسطورة فالنتينو (1975)؛ قصة ملحمة الحرب العالمية الثانية بيرل (1978)؛ خيانة (1978)؛ وصورة لالمتعرية (1979). قامت زوجات يائسات (مسلسل) (2004) فيلم زقزقه العالم (2010) والقليل من المساعدة (2010) وجوبز (2013).

## روابط خارجية
- ليسلي آن وارن على موقع IMDb (الإنجليزية)
- ليسلي آن وارن على موقع روتن توميتوز (الإنجليزية)
- ليسلي آن وارن على موقع ألو سيني (الفرنسية)
- ليسلي آن وارن على موقع ميوزك برينز (الإنجليزية)
- ليسلي آن وارن على موقع تيرنر كلاسيك موفيز (الإنجليزية)
- ليسلي آن وارن على موقع أول موفي (الإنجليزية)
- ليسلي آن وارن على موقع قاعدة بيانات برودواي على الإنترنت (الإنجليزية)
- ليسلي آن وارن على موقع قاعدة بيانات برودواي على الإنترنت (الإنجليزية)
- ليسلي آن وارن على موقع قاعدة بيانات الأفلام السويدية (السويدية)
- ليسلي آن وارن على موقع إن إن دي بي (الإنجليزية)